# James Stewart, 1:e earl av Moray

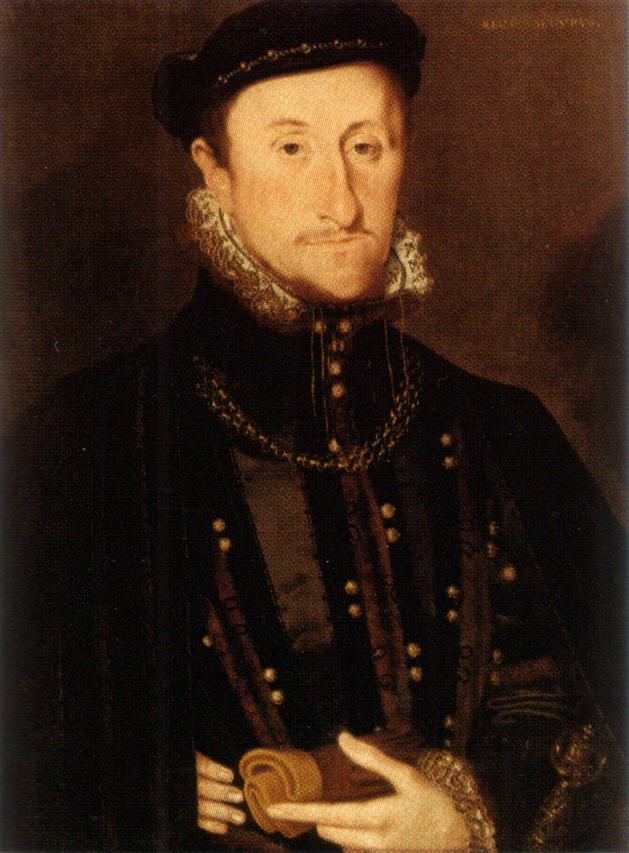
James Stuart, 1:e earl av Moray, målning av Hans Eworth.

James Stewart (eller Stuart), 1:e earl av Moray, född omkring 1531 i Skottland, död 23 januari 1570 i Linlithgow, Skottland, var en skotsk ädling. Han var illegitim son till Jakob V av Skottland och Margaret Douglas, lord Erskines dotter.

## Biografi
Moray tillhörde från 1560 de mera ledande männen inom den skotska protestantiska adelsgruppen. När hans halvsyster, Maria Stuart, tillträdde tronen 1561 stödde han henne, trots att han själv var protestant och blev hennes främste rådgivare. År 1565 skedde dock en brytning mellan dem, då han inte var förtjust i hennes äktenskap med Henry Stuart Darnley. Moray startade ett uppror som dock misslyckades, och han tvingades i landsflykt.
Efter mordet på David Rizzio, Maria Stuarts sekreterare, återvände Moray till Skottland och försonades med drottningen, men i samband med mordet på Darnley och hennes giftermål med James Hepburn, 4:e earl av Bothwell lämnade Moray på nytt Skottland för Frankrike.
Sedan Maria Stuart abdikerat 1567 kallades han till Skottland, där han blev regent för hennes minderårige son, Jakob VI av Skottland. Efter drottningens flykt besegrade han hennes styrkor vid Langside 1568.
Vid Maria Stuarts rättegång begav han sig till England, där han framförde anklagelser mot henne, de så kallade Kassettbreven.
Moray mördades av en anhängare till Maria Stuart, James Hamilton av Bothwellhaugh. Han är begravd i St Giles' Cathedral i Edinburgh.